# Aurivela longicauda
Espèce
Synonymes
- Ameiva longicauda Bell, 1843
- Cnemidophorus longicaudus (Bell, 1843)
- Cnemidophorus multilineatus Philippi, 1869

Aurivela longicauda est une espèce de sauriens de la famille des Teiidae.

## Répartition

Distribution

Cette espèce est endémique d'Argentine. Elle se rencontre dans les provinces de Catamarca, de La Pampa, de San Luis, de Córdoba, de Santiago del Estero, de Buenos Aires, de Chubut et de Río Negro.

## Publication originale
- Bell, 1843 : The Zoology of the Voyage of H.M.S. Beagle Under the Command of Captain Fitzroy, R.N., during the Years 1832 to 1836, vol. 5, p. 1-51 (texte intégral).